# Smicrips texana
Smicrips texana är en skalbaggsart som först beskrevs av Thomas Casey 1916.  Smicrips texana ingår i släktet Smicrips och familjen Smicripidae. Inga underarter finns listade i Catalogue of Life.